# Bruckhof (Laberweinting)
Bruckhof ist ein Gemeindeteil der Gemeinde Laberweinting im niederbayerischen Landkreis Straubing-Bogen.

## Lage
Der Einödhof Bruckhof ist ein großer Vierseithof auf der Gemarkung Oberellenbach. Er liegt an der Kreisstraße SR 50 einen Kilometer südlich von Haimelkofen, sechs Kilometer südlich von Laberweinting am Oberellenbach, sechs Kilometer östlich von Mallersdorf-Pfaffenberg und fünf Kilometer nördlich von Bayerbach.

## Geschichte
In einer historischen Landkarte aus dem Jahr 1806 wird der Ort auch Brughof oder Bruckbauer genannt. Die erste bekannte Erwähnung des aber wesentlich älteren Ortes Bruckhof findet sich in einem Visitationsprotokoll der Pfarrei Hofkirchen aus dem Jahre 1861. Damals lebten dort 14 Personen.
Bruckhof gehörte bis zur Gebietsreform zur Gemeinde Greilsberg im Landkreis Mallersdorf. Bei deren Auflösung im Jahr 1972 kam Bruckhof zur Gemeinde Hofkirchen im Landkreises Mallersdorf. Die Gemeinde Hofkirchen wurde am 1. Mai 1978 nach Laberweinting eingemeindet.